# Mariä-Entschlafens-Kathedrale (Jaroslawl)

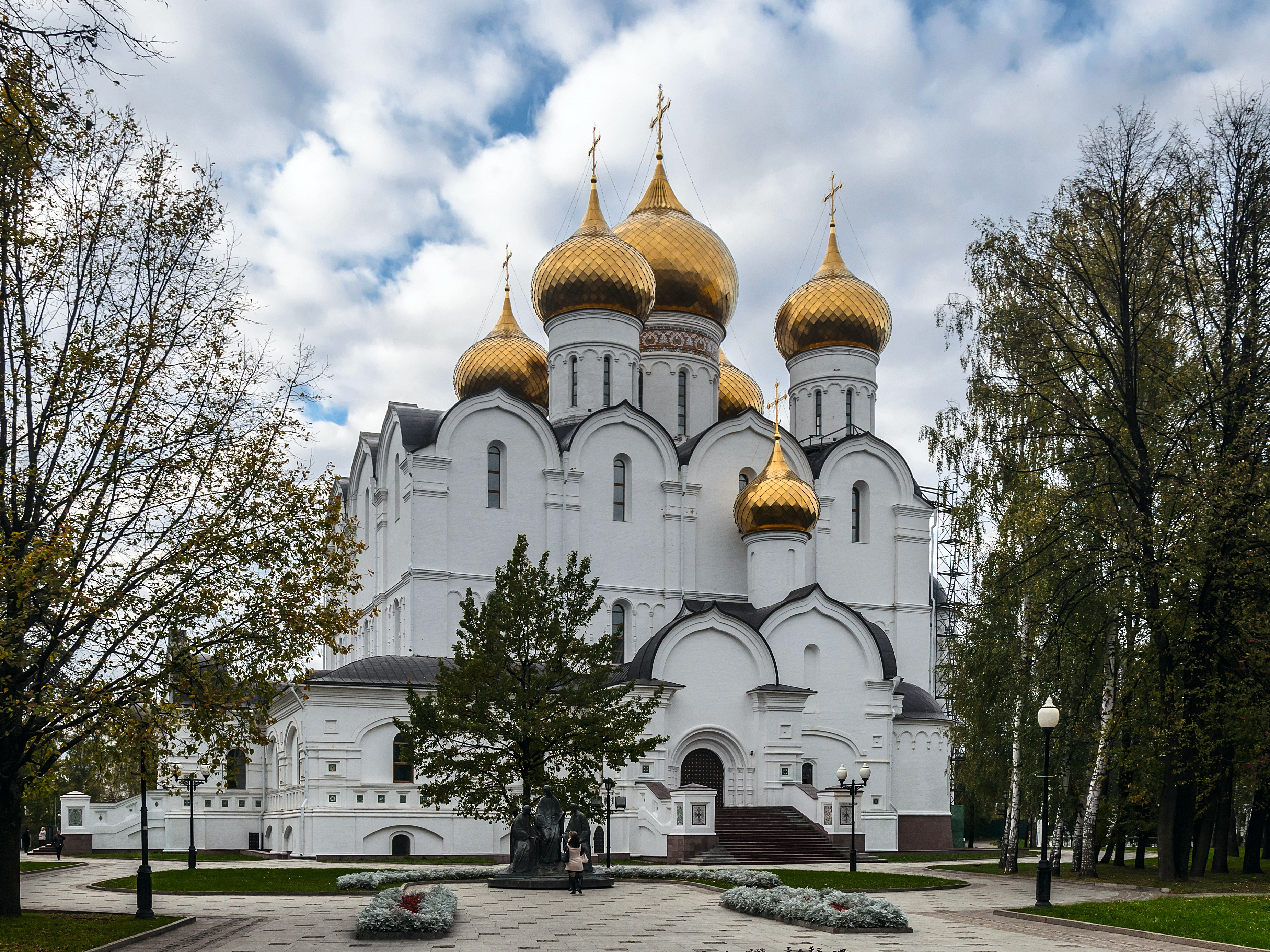
Die Mariä-Entschlafens-Kathedrale in Jaroslawl (2015)

Die Mariä-Entschlafens-Kathedrale (russisch Успенский собор) ist eine russisch-orthodoxe Kathedrale in der Stadt Jaroslawl in Russland. Erbaut wurde sie von 1215 bis 1219 im Zentrum der Stadt am rechten Ufer der Wolga. 1937 wurde das Bauwerk abgerissen und erst 2004 begann an gleicher Stelle die originalgetreue Rekonstruktion, die während der Feierlichkeiten zum Stadtjubiläum am 12. September 2010 mit der Weihe beendet wurde.

## Geschichte

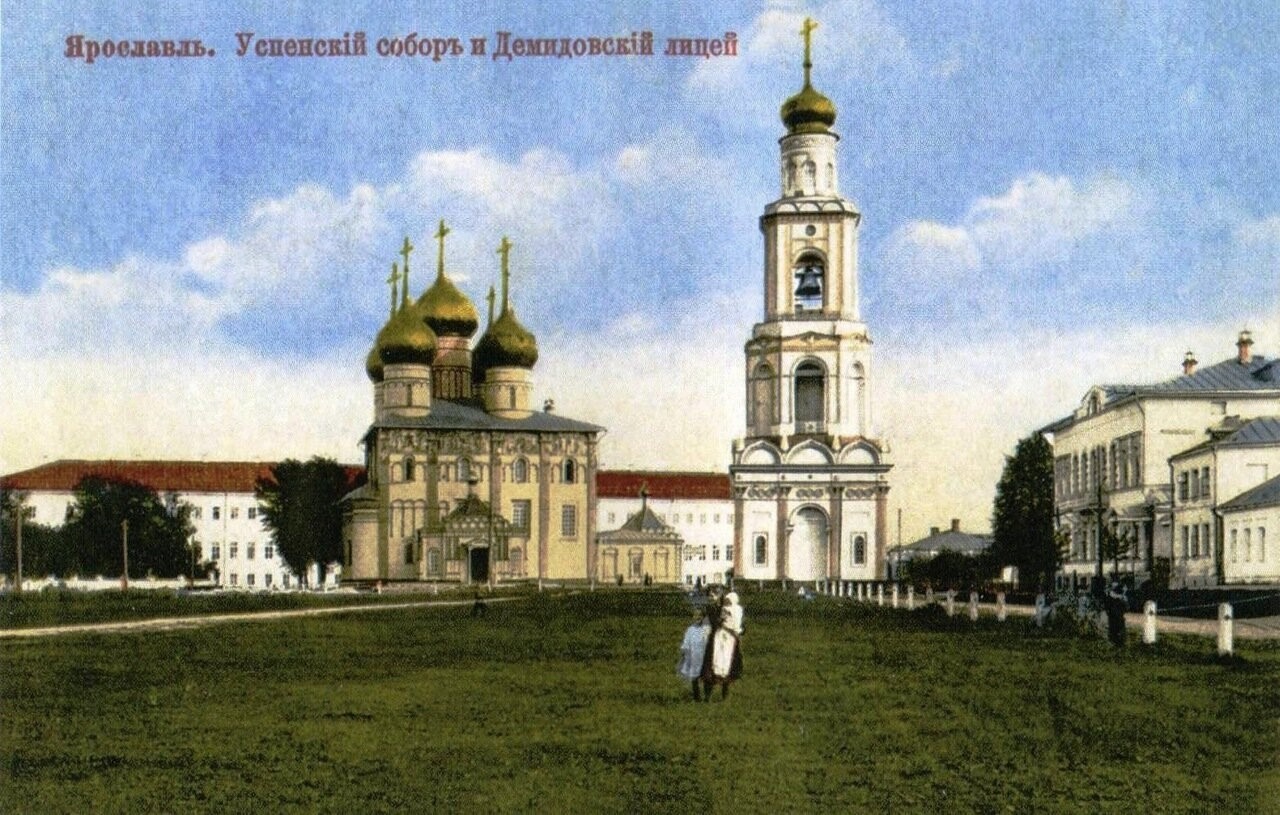
Die Kathedrale am Anfang des 20. Jahrhunderts

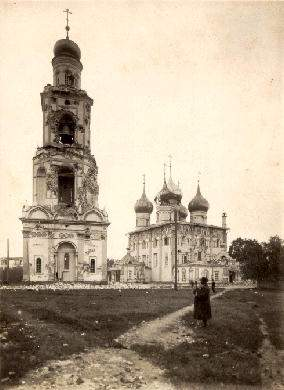
Stark beschädigte Kathedrale nach dem Aufstand von 1918

Der Bau des ersten steinernen Kirchengebäudes in Jaroslawl, der  Mariä-Entschlafens-Kathedrale, begann 1215 auf Veranlassung des Großfürsten von Wladimir Konstantin Wsewolodowitsch. Geweiht wurde sie 1219 von Bischof Kyrill am Fest der Aufnahme Mariens in den Himmel. Im Gegensatz zu den meisten Kirchen im Nordosten Russlands wurde sie aus Backstein erbaut und die Fassade mit weißem Stein verkleidet.
Im Jahr 1501 brach ein Feuer aus und die Kathedrale wurde stark beschädigt. Der Wiederaufbau der Kathedrale in Anlehnung an die Moskauer Mariä-Verkündigungs-Kathedrale wurde 1516 beendet. Im Jahr 1642 gab es Pläne, die alte Kathedrale abzureißen und eine neue zu errichten. 1649 erfolgte schließlich die Einweihung eines 55 Meter hohen Glockenturms.
Durch einen Großbrand wurde sie 1670 erneut schwer beschädigt, war nach ein paar Jahren aber wieder im byzantinischen Stil mit fünf Zwiebeltürmen aufgebaut. Der Innenraum wurde von 1671 bis 1674 wieder aufwändig bemalt. In den zwei folgenden Jahrhunderten wurde das Gebäude weiteren Umbauten unterzogen, so 1788, als die Diözese nach Jaroslawl verlegt wurde. In den Jahren 1832 bis 1836 entwarf der russische Architekt Awraam Iwanowitsch Melnikow einen neuen Glockenturm und 1844 wurde die Kuppel vergoldet.
Im 20. Jahrhundert wurde die Mariä-Entschlafens-Kathedrale während des Jaroslawler Aufstandes gegen die Bolschewisten schwer beschädigt, aber bis 1924 teilweise renoviert. Von 1930 bis zu ihrem Abriss 1937 beherbergte das Gebäude einen Getreidespeicher. Am 26. August 1937 wurde der Sakralbau gesprengt und an seiner Stelle ein Stadtpark angelegt.
Erst am 26. Oktober 2004 wurde der Wiederaufbau beschlossen. Den Wettbewerb für das Projekt gewann der Architekt Alexej Denissow. Die Weihe der neuen Mariä-Entschlafens-Kathedrale fand am 12. September 2010 während der Feierlichkeiten zum Stadtjubiläum durch den Patriarchen von Moskau Kyrill I. statt.

## Architektur
Die Mariä-Entschlafens-Kathedrale in Jaroslawl ist ein quadratischer Zentralbau mit fünf vergoldeten Zwiebeltürmen. Die Grundfläche beträgt 2.000 Quadratmeter. Das Gebäude fasst 4.000 Personen. Die Höhe beträgt 50 Meter, der freistehende Glockenturm ist 70 Meter hoch.